# Wilhelm Leutzbach
Wilhelm Leutzbach (Freudenberg, 9 de novembro de 1922 — Karlsruhe, 20 de julho de 2009) foi um engenheiro alemão.
Especialista em tráfego, foi fundador e durante muitos anos diretor do Instituto de Ciência do Tráfego na Universidade de Karlsruhe.

## Vida
Após o Notabitur e serviço na frente oriental da Segunda Guerra Mundial, foi capturado pelos soviéticos, sendo prisioneiro de guerra. A partir de 1949 estudou engenharia civil na Universidade Técnica de Aachen. Formou-se em 1955, sendo então diretor da seção de técnicas de tráfego da HUK-Verband. Em 1956 obteve o doutorado com a tese Die Zeitlückenverteilung gestörter Straßenverkehrsströme. Em 1961 foi lecionar na Universidade Técnica de Berlim. Em 1962 foi professor da Universidade de Karlsruhe, trabalhando no novo Instituto de Ciência do Tráfego, o qual dirigiu até à sua aposentação  em 1991.

## Obras
- Wilhelm Leutzbach (2000). Das Problem mit der Zukunft. Düsseldorf: Alba-Verlag. ISBN 3-87094-644-X
- Wilhelm Leutzbach, Martina Neuherz (1993). Auswertung bisheriger deutscher praktischer und theoretischer Untersuchungen zum Verkehrsablauf auf mehrstreifigen Richtungsfahrbahnen mit Berücksichtigung unterschiedlicher Verkehrsvorschriften. Bonn: Typo-Dr. und Verl.-Ges.
- Wilhelm Leutzbach, Stephan Schnittger (1988). Simulation des Verkehrsflusses in Fernstraßennetzen unter Beachtung des Kraftstoffverbrauchs, der Abgaswerte und der Reisezeit. Bergisch Gladbach: Bundesanstalt für Straßenwesen